# Agrártudományi Kutatóközpont
Magyarországon 2019-ben a Magyar Tudományos Akadémia intézeteit átszervezte a kormányzat. Az addigi MTA Agrártudományi Központ a működését 2019. szeptember 1-től az Eötvös Loránd Kutatási Hálózat – mai nevén: Magyar Kutatási Hálózat – részeként, Agrártudományi Kutatóközpont néven folytatja.
Rövidítése: ATK.

## Székhelye
2462 Martonvásár, Brunszvik u. 2.

### Intézetei
- ATK Mezőgazdasági Intézet (2462 Martonvásár, Brunszvik u. 2.)
- ATK Növényvédelmi Intézet (1022 Budapest, Herman Ottó út 15.)
- ATK Talajtani Intézet (1022 Budapest, Herman Ottó út 15.)

## Története
Az MTA Mezőgazdasági Kutatóintézet igazgatójává 1992-ben Bedő Zoltánt nevezték ki, majd 2012 és 2014 között a több MTA kutatóintézet összevonásával létrehozott MTA Agrártudományi Kutatóközpont főigazgatói posztját is betöltötte.
A Magyar Tudományos Akadémia közgyűlésének 2011. december 5-i határozata alapján –  az MTA kutatóhálózatának megújítása keretében 2012. január 1-ével megalakult az MTA Agrártudományi Kutatóközpont. Ennek során négy Kutatóintézetet vontak össze: az MTA  Állatorvos-tudományi Intézetet, az MTA Mezőgazdasági Intézetet, az MTA Növényvédelmi Intézetet és az MTA Talajtani és Agrokémiai Intézetet.
Bedő Zoltán 2017-ben vonult nyugdíjba. A főigazgatói posztot 2017. áprilisától Balázs Ervin tölti be. Az MTA Agrártudományi Kutatóközpontja 2017.április 21-én pályázatot írt ki a Martonvásári Agrár-innovációs Centrum kutatótömbjének megtervezésére. A beérkezett tizenkét pályamű közül a 8-as sorszámú pályamű nyert, az építészvezető tervezők: Boda István, Skrabák Zoltán, Nagy Marianna. 2019 végén elkezdődtek a Martonvásári Agrár-innovációs Centrum leendő építési helyének régészeti feltárásai.